# Guiping
Guiping  léase Kuéi-Ping  (en chino, 贵港市; pinyin, Guìpíng qū) es un municipio bajo la administración directa de la Prefectura Guigang en la Región autónoma de Guangxi, República Popular China. Su área es de 4070 km² y su población total para 2020 superó 1.5 millones de habitantes.

## Administración
El condado de Guiping se divide en 26 pueblos que se administran en 21 poblados y 5 villas.